# Регистр команд
Регистр команд (англ. instruction register — IR) — часть блока управления центрального процессора, содержащая инструкцию, которая выполняется в настоящий момент, или декодированную. Регистр команд — это регистр управляющего устройства компьютера. Он предназначен для хранения кода команды на период времени, который необходим для ее выполнения. Только разряд командного регистра используется для хранения кода операции: в остальных разрядах хранятся коды адресов операндов.
Выполняемая (текущая) команда находится в специально отведённом под неё регистре команд. В процессе работы с текущей командой увеличивается значение «счётчика команд», который далее будет указывать на следующую команду (если не было команды перехода или останова).
Часто команду представляют структурой, которая состоит из записи операции (которую надо выполнить) и адресов ячеек (исходных данных и результата). По указанным в команде адресам берутся данные, которые помещаются уже в обыкновенные регистры, а не в регистр команды. То же происходит и с окончательным результатом.